# Natalia Jiménez
Natalia Altea Jiménez Sarmento (29. prosince 1981, Madrid) známá jako Natalia Jiménez, je mexická zpěvačka španělského původu. Obdržela cenu Grammy, cenu Latin Grammy a během její sólové kariéry bylo dohromady prodáno přes 3 miliony jejích alb. Rovněž nahrávala duety s interprety jako Marc Anthony, Daddy Yankee či Ricky Martin.

## Fotografie

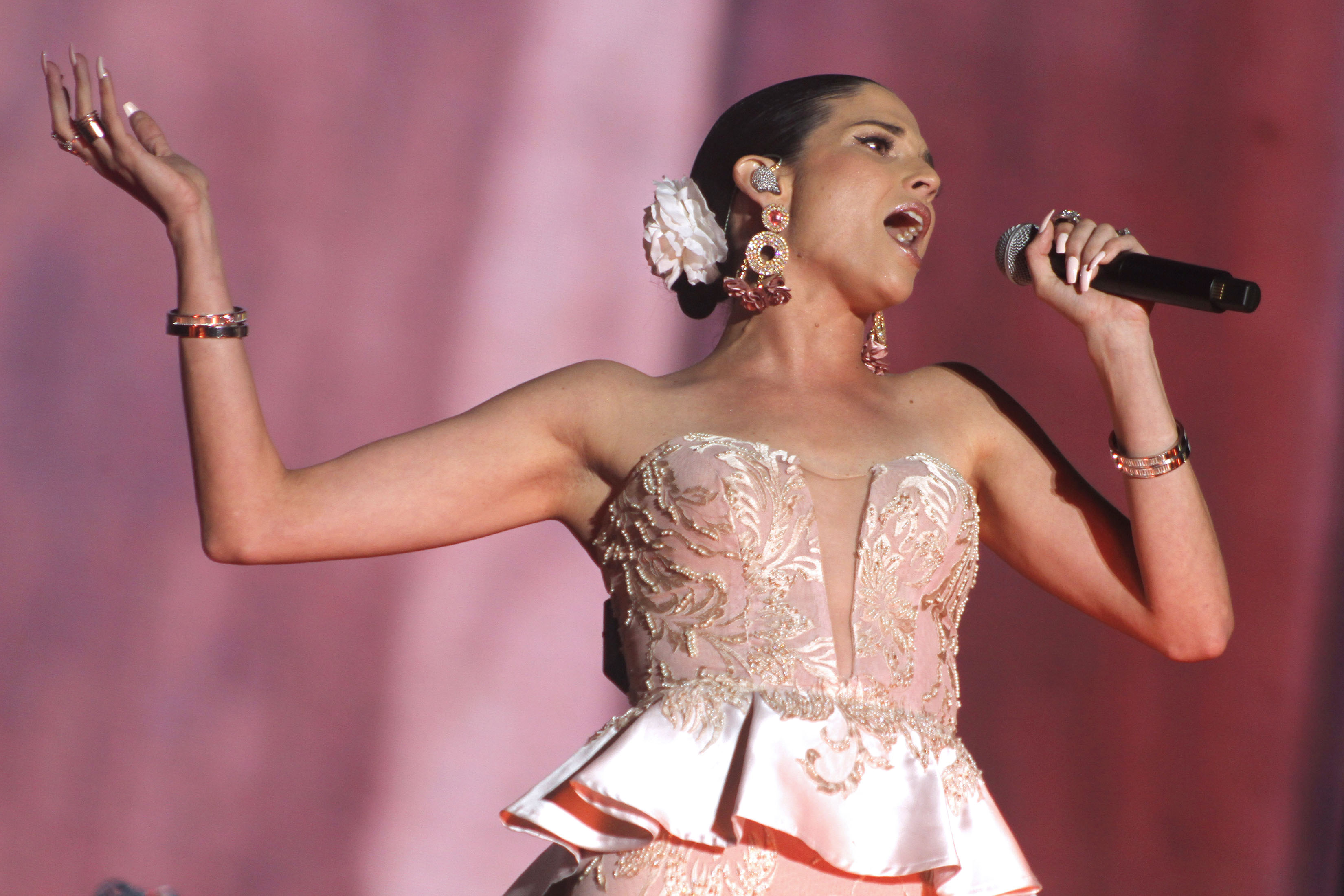
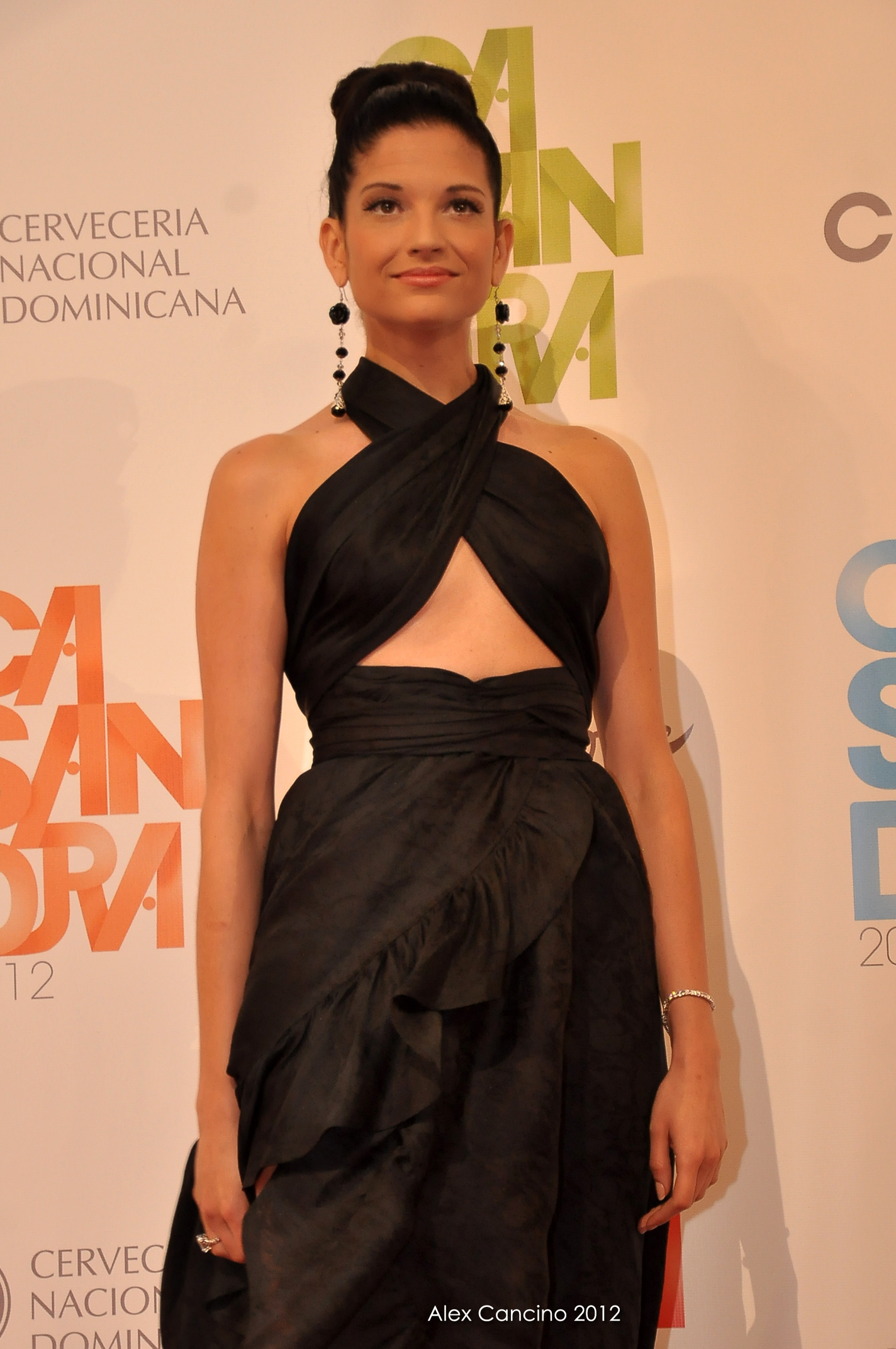
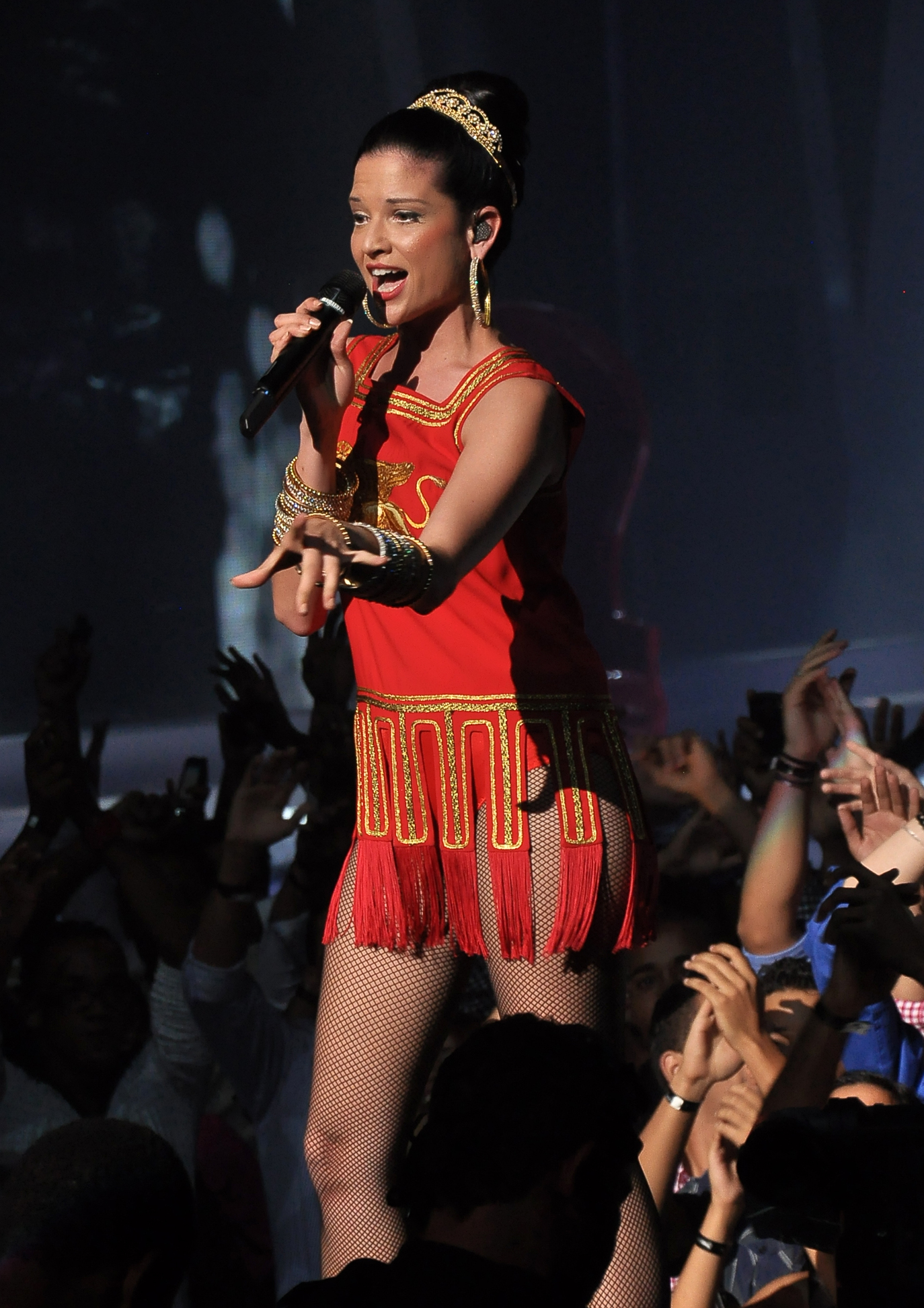
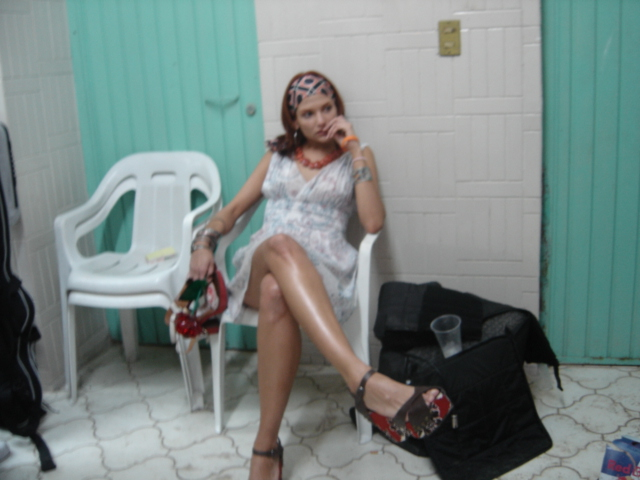